# فهرست واژه‌های معرب
برخی از واژه‌های معرّب که در فارسی یا پهلوی به کار می‌رود.
| صورت عربی | زبان اصلی | صورت زبان اصلی     |
| --------- | --------- | ------------------ |
| قانون     | یونانی    | Κανον              |
| فنیقیه    | یونانی    | phoinike) Φοινίκη) |
| زیج       | فارسی     | زیگ                |
| فارس      | فارسی     | پارس               |
| فردوس     | فارسی     | پردیس              |
| ابریق     | فارسی     | آب‌ریز              |
| ساج       | هندی      | ساگون              |
| نیسابور   | پهلوی     | نیو شَهپُهْر          |